# Rock Falls (Iowa)
Rock Falls és una població dels Estats Units a l'estat d'Iowa. Segons el cens del 2000 tenia 170 habitants.

## Demografia
Segons el cens del 2000, Rock Falls tenia 170 habitants, 68 habitatges, i 55 famílies. La densitat de població era de 312,6 habitants/km².
Dels 68 habitatges en un 32,4% hi vivien nens de menys de 18 anys, en un 69,1% hi vivien parelles casades, en un 5,9% dones solteres, i en un 19,1% no eren unitats familiars. En el 17,6% dels habitatges hi vivien persones soles el 8,8% de les quals corresponia a persones de 65 anys o més que vivien soles. El nombre mitjà de persones vivint en cada habitatge era de 2,5 i el nombre mitjà de persones que vivien en cada família era de 2,76.
Per edats la població es repartia de la següent manera: un 22,4% tenia menys de 18 anys, un 5,9% entre 18 i 24, un 29,4% entre 25 i 44, un 25,9% de 45 a 60 i un 16,5% 65 anys o més.
L'edat mediana era de 42 anys. Per cada 100 dones de 18 o més anys hi havia 94,1 homes.
La renda mediana per habitatge era de 40.714 $ i la renda mediana per família de 42.917 $. Els homes tenien una renda mediana de 28.750 $ mentre que les dones 16.719 $. La renda per capita de la població era de 17.523 $. Cap de les famílies i l'1,1% de la població estaven per davall del llindar de pobresa.

## Poblacions més properes
El següent diagrama mostra les poblacions més properes.